# Polioptila schistaceigula
Polioptila schistaceigula là một loài chim trong họ Polioptilidae.